# Kokkála
Kokkála (Kokkala) är en ort i Grekland.   Den ligger i prefekturen Lakonien och regionen Peloponnesos, i den södra delen av landet, 200 km sydväst om huvudstaden Aten. Kokkála ligger 1 meter över havet och antalet invånare är 238.
Terrängen runt Kokkála är kuperad åt sydväst, men åt nordväst är den bergig. Havet är nära Kokkála österut.  Närmaste större samhälle är Areópoli, 17,4 km nordväst om Kokkála. 